# Vinnie Colaiuta

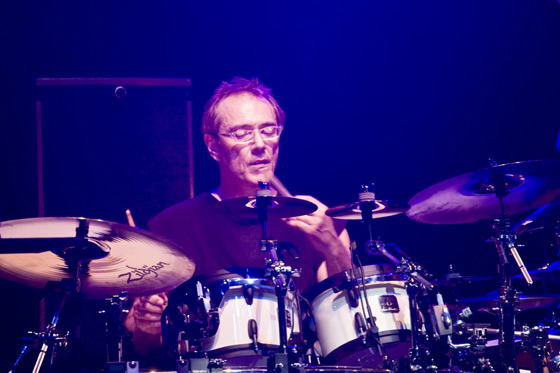
Vinnie Colaiuta tijdens een optreden in 2009

Vincent Colaiuta (Brownsville (Pennsylvania), 5 februari 1956) is een Amerikaanse drummer. Hij begon te drummen als kind, maar kreeg zijn eerste volledige drumkit op zijn 14e van zijn ouders. Hij staat bekend om zijn techniek en zijn muzikale diversiteit, en heeft gespeeld met artiesten uit veel verschillende genres.

## Carrière
Na een jaar op het Berklee College of Music in Boston te hebben gezeten, verhuisde Colaiuta naar Los Angeles en begon een bestaan door met lounge bands te spelen. Zijn doorbraak kwam in april 1978 op 22-jarige leeftijd, toen hij auditie deed voor Frank Zappa, een auditie die onder andere bestond uit het moeilijke stuk genaamd "The Black Page". Colaiuta slaagde in de auditie en begon te werken met Zappa als zijn belangrijkste drummer voor studiowerk en optredens. Colaiuta speelde op Zappa's albums Tinsel Town Rebellion, Joe's Garage, en Shut Up 'n Play Yer Guitar. Joe's Garage is benoemd tot een van de 25 beste drumuitvoeringen aller tijden in een artikel uit 1993 in het Modern Drummer Magazine.
Op de in 2019 door het tijdschrift Rolling Stone gepubliceerde ranglijst van 100 beste drummers in de geschiedenis van de popmuziek kreeg Vinnie Colaiuta de 49e plaats toegekend. 